# St. Petersburg Challenger
Il St. Petersburg Challenger è un torneo professionistico di tennis giocato su campi in terra rossa. Fa parte dell'ATP Challenger Tour. Si gioca annualmente a San Pietroburgo in Russia.

## Albo d'oro

### Singolare
| Anno       | Campione          | Finalista              | Punteggio        |
| ---------- | ----------------- | ---------------------- | ---------------- |
| 2021 (II)  | Evgenii Tiurnev   | Kacper Żuk             | 6–4, 6–2         |
| 2021 (I)   | Zizou Bergs       | Altuğ Çelikbilek       | 6–4, 3–6, 6–4    |
| 2020- 2007 | Non disputato     | Non disputato          | Non disputato    |
| 2006       | David Guez        | Édouard Roger-Vasselin | 6–0, 6–2         |
| 2005       | Non disputato     | Non disputato          | Non disputato    |
| 2004       | Jean-René Lisnard | Stan Wawrinka          | 3–6, 7–5, 7–5    |
| 2003       | Florian Mayer     | Michal Mertiňák        | 4–6, 7–6(3), 6–1 |
| 2002       | Sergio Roitman    | Andrej Stoljarov       | 7–6(3), 6–2      |

### Doppio
| Anno       | Campioni                           | Finalisti                         | Punteggio        |
| ---------- | ---------------------------------- | --------------------------------- | ---------------- |
| 2021 (II)  | Jesper de Jong Sem Verbeek         | Konstantin Kravčuk Denis Yevseyev | 6–1, 3–6, [10–5] |
| 2021 (I)   | Christopher Eubanks Roberto Quiroz | Jesper de Jong Sem Verbeek        | 6–4, 6–3         |
| 2020- 2007 | Non disputato                      | Non disputato                     | Non disputato    |
| 2006       | Murad Inoyatov Denis Istomin       | David Guez Édouard Roger-Vasselin | 4–6, 6–4, [10–5] |
| 2005       | Non disputato                      | Non disputato                     | Non disputato    |
| 2004       | Michail Elgin (2) Andrei Mishin    | Daniele Giorgini Simone Vagnozzi  | 6–3, 5–7, 6–4    |
| 2003       | Michail Elgin (1) Orest Tereščuk   | Jurij Ščukin Dmitri Vlasov        | 3–6, 6–3, 7–5    |
| 2002       | František Čermák Jaroslav Levinský | Artem Derepasko Orest Tereščuk    | 6–3, 6–2         |